# Chlamydomonas caudata
Chlamydomonas caudata là một loài tảo trong họ Chlamydomonadaceae, thuộc chi Chlamydomonas.